# 13006 Schwaar
Schwaar (asteroide 13006) é um asteroide da cintura principal, a 1,816712 UA. Possui uma excentricidade de 0,2013998 e um período orbital de 1 253,21 dias (3,43 anos).
Schwaar tem uma velocidade orbital média de 19,74760417 km/s e uma inclinação de 28,49802º.
Este asteroide foi descoberto em 12 de Janeiro de 1983 por Brian Skiff.